# Brahim Boujouh
Brahim Boujouh (29 maart 1986) is een Belgisch-Marokkaanse voetballer. Zijn positie is linkerflank of aanvaller. Hij speelt vanaf het seizoen 2011-2012 voor Berchem Sport, waarmee hij in 2012 promoveerde van vierde naar derde klasse.